# Hebe buxifolia
Hebe buxifolia é uma espécie de planta do gênero Hebe.